# Gotski jezik
Gotski jezik (ISO 639-3: got) Drevni istočnogermanski jezik indoeuropske jezične porodice. Imao je tri dijalekta: krimski gotski, ostrogotski i vizigotski.
Izvorno ime jezika kako su ga nazivali Goti, *gutiska razda, rekonstruirano je prema Jordanesovoj povijesti Gota. Riječ razda (hrv. „govor”) sačuvana je, npr. u Evanđelju po Mateju.
Gotski se na Krimu očuvao u nekoliko sela sve do 18. stoljeća (Bloomfield 1933)

## Pismo
U 4. stoljeću biskup Wulfila stvorio je gotsko pismo na osnovi grčkog pisma za svoj prijevod Novog zavjeta uz dodatne rune i latinska slova za germanske glasove. Wulfilin prijevod Biblije je najstarije sačuvano književno djelo na jednom germanskom jeziku.

## Primjer
Oče naš, na gotskom jeziku (u latiničkoj transliteraciji):
atta unsar þu ïn himinam
weihnai namo þein
qimai þiudi nassus þeins
wairþai wilja þeins
swe ïn himina jah ana airþai
hlaif unsarana þana sin teinan gif uns himma daga
jah aflet uns þatei skulans sijai ma
swaswe jah weis afletam þai skulam unsaraim
jah ni brig gais uns ïn fraistubnjai
ak lau sei uns af þamma ubilin
unte þeina ïst þiudangardi
jah mahs jah wulþus ïn aiwins
amen
(Izgovor: ai — dvoglas (diftong) ai ([aɪ̯]) ili dugo e ([ɛː]); ei — dugo i ([iː]); þ — kao bezvučno englesko th ([θ]))

### Usporedba s engleskim
- fadar – father (hrv. „otac”)
- goÞs – good (hrv. „dobar”)
- sunus – son (hrv. „sin”)
- broÞar – brother (hrv. „brat”)
- wulfs – wolf (hrv. „vuk”)
- hweits – white (hrv. „bijel”)

## Zanimljivosti
Riječ »hljeb« posuđenica je iz gotskog jezika (od hlaifs, genitiv hlaibis [hlebis]).
|  | Zajednički poslužitelj ima još gradiva o temi Gotski jezik |

## Vanjske poveznice
- Ethnologue (15th)
- Ethnologue (16th)
- The Gothic Language  Arhivirana inačica izvorne stranice od 14. kolovoza 2010. (Wayback Machine)
- got.wikipedia.org — Wikipedija na gotskom jeziku
- The Gothic Bible  Arhivirana inačica izvorne stranice od 1. kolovoza 2016. (Wayback Machine) (en)
- An Introduction to Gothic  Arhivirana inačica izvorne stranice od 25. rujna 2006. (Wayback Machine) (en) ili poljski prijevod: Wprowadzenie do Języka Gockiego  Arhivirana inačica izvorne stranice od 20. kolovoza 2009. (Wayback Machine) (pl)
- Gotisch im WWW (de)
- Köbler, Gerhard, Gotisches Wörterbuch (de)
- Gothic — gotsko pismo u Unicodeu